# William Graham Sumner

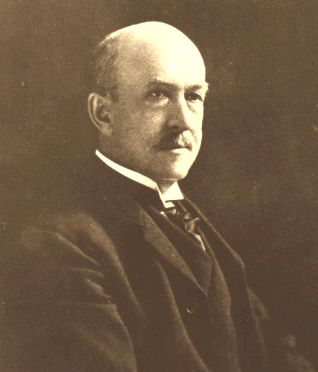
William G. Sumner

William Graham Sumner (* 30. Oktober 1840 in Paterson, New Jersey; † 12. April 1910 in New Haven, Connecticut) war Professor für Soziologie an der Yale University. Zugleich war er der führende US-amerikanische Befürworter einer industriellen Freihandels-Gesellschaft, was seiner Meinung nach die Sozialisten unter „Kapitalismus“ verstanden.
Als Soziologe entwickelte er die Konzepte der Diffusion, der Volksbräuche, des Ethnozentrismus und der Konflikte zwischen Eigengruppe (Ingroup) und Fremdgruppe (Outgroup).
Sumners Arbeit führte ihn zu der Überzeugung, dass Reformversuche nutzlos seien. Er war ein überzeugter Befürworter der Laissez-faire-Wirtschaft und ein intellektueller Verteidiger des Freihandels. In seiner Blütezeit gab es überall Sumner Clubs. Er kritisierte heftig den Sozialismus und Kommunismus, dann den aufkommenden Wettbewerb. Edward Bellamy bezeichnete er namentlich als einen Gegner. Dieser veröffentlichte seine nationale Variante des Sozialismus in Looking Backward (1888) und der wesentlich erfolgreicheren Fortsetzung Equality. Der Zusammenprall ihrer Ideen bildete den Hintergrund der Regierungen von Cleveland, McKinley und T. Roosevelt.
1881 wurde Sumner in die American Academy of Arts and Sciences gewählt.
1908 wurde er zweiter Präsident der American Sociological Association.

## Werke (Auswahl)
- Folkways. A Study of the Sociological Importance of Usages, Manners, Customs, Mores, and Morals. New York 1906 Digitalisat
- Sociale Pflichten. Was die Klassen der Gesellschaft einander schuldig sind. Autorisirte Uebersetzung von M. Jacobi. Mit einem Vorwort von Th. Barth. Verlag von Elwin Staude, Berlin, 1890 Digitalisat